# Frederic Vystavel
Frederic Vystavel (* 29. August 1993 in Brüssel, Belgien) ist ein dänischer Ruderer.

## Biografie
Frederic Vystavel begann im Januar 2009 als Jugendlicher mit dem Rudersport.
Seit Oktober 2018 ist er Mitglied des dänischen Nationalkaders. Gemeinsam mit Joachim Sutton belegte Vystavel bei den Europameisterschaften 2020 den sechsten und im Folgejahr den achten Platz im Zweier ohne Steuermann.
Bei den Olympischen Spielen 2020, die pandemiebedingt ein Jahr später ausgetragen wurden, gewann das Duo in der Zweier-ohne-Steuermann-Regatta die Bronzemedaille.
Vystavel besuchte das Eton College in Großbritannien und studierte an der Princeton University Anthropologie. 